# Reprezentacja Indii w hokeju na trawie kobiet
Reprezentacja Indii w hokeju na trawie kobiet jest zaliczana do czołowych zespołów na świecie w tej dyscyplinie. Trzy razy występowała w Igrzyskach olimpijskich (w 1980 roku zajęła 4. miejsce) i ośmiokrotnie w Mistrzostwach świata, gdzie w 1974 roku zajęła 4. miejsce. Zdobyła także złoty medal Igrzysk Azjatyckich w 1982 roku oraz zwyciężyła w Igrzyskach Wspólnoty Narodów w 2002 roku. Nigdy nie występiła w Champions Trophy.

## Osiągnięcia

### Igrzyska olimpijskie
- 4. miejsce - 1980
- nie wystąpiła - 1984
- nie wystąpiła - 1988
- nie wystąpiła  - 1992
- nie wystąpiła - 1996
- nie wystąpiła - 2000
- nie wystąpiła - 2004
- nie wystąpiła - 2008
- nie wystąpiła - 2012
- 12. miejsce - 2016
- 4. miejsce - 2020
- nie wystąpiła - 2024

### Mistrzostwa świata
- 4. miejsce - 1974
- nie wystąpiła - 1976
- 7. miejsce - 1978
- nie wystąpiła - 1981
- 11. miejsce - 1983
- nie wystąpiła - 1986
- nie wystąpiła - 1990
- nie wystąpiła - 1994
- 12. miejsce - 1998
- nie wystąpiła - 2002
- 11. miejsce - 2006
- 9. miejsce - 2010
- nie wystąpiła - 2014
- 8. miejsce - 2018
- 9. miejsce - 2022